# St. Louis Flyers
Die St. Louis Flyers waren ein US-amerikanisches Eishockeyfranchise der American Hockey League aus St. Louis, Missouri. Die Spielstätte der Flyers war die St. Louis Arena.

## Geschichte
Die St. Louis Flyers wurden 1928 als Franchise der American Hockey Association gegründet, in der sie insgesamt 14 Jahre lang bis 1942 aktiv waren. In dieser Zeit gewann die Mannschaft insgesamt fünfmal die Playoffs der AHA (1934/35, 1935/36, 1937/38, 1938/39, 1940/41). Nachdem das Franchise zwei Jahre lang inaktiv war, nahm es 1944 den Spielbetrieb wieder auf und schloss sich der American Hockey League an, in der es bis 1953 neun weitere Jahre spielte. Die St. Louis Flyers, die das erste und einzige AHL-Franchise aus St. Louis waren, erreichten in ihrer Zeit in der American Hockey League nur zweimal die Playoffs. In den Saisons 1948/49 und 1949/50 scheiterten sie jedoch beide Male bereits in der ersten Runde an den Providence Reds bzw. den Indianapolis Capitals. Im Jahr 1953 wurde das Franchise schließlich zu seinem 25-jährigen Bestehen aufgelöst. 

## Team-Rekorde

### Karriererekorde
Spiele: 340  Paul Gladu
Tore: 177  Paul Gladu
Assists: 175  Bill McComb
Punkte: 344  Paul Gladu
Strafminuten: 240  Victor Grigg